# Over...
「over...」（オーヴァー）は、日本の歌手Kの1枚目のシングルである。2005年3月2日発売。

## 概要
- 日本におけるデビューシングル。
- TBS系ドラマ『H2〜君といた日々』主題歌。

## 収録曲
1. over... [5:25]
作詞：shungo. / 作曲：tetsuhiko / 編曲：tasuku
2. 大切な人 [4:27]
作詞：mizue / 作曲：Hiroyuki Hamamoto / 編曲：Yuta Nakano
3. ONE LAST CRY [3:22]（Brian McKnightの同名同曲のカバー）
作詞・作曲：Brian McKnight,B.Barnes,M.Barnes
4. over... -less vocal- [5:25]

## 収録アルバム

### 「over...」
- 1stオリジナルアルバム『Beyond the Sea』（2006年1月18日）
- サウンドトラック『H2〜君といた日々』（2005年3月9日）
- オムニバスアルバム『HIT STYLE』（2006年1月25日）

### 「ONE LAST CRY」
- カバーアルバム『The TIMELESS Collection VOL.1』（2007年3月21日）